# Di cốt hang Hươu Đỏ

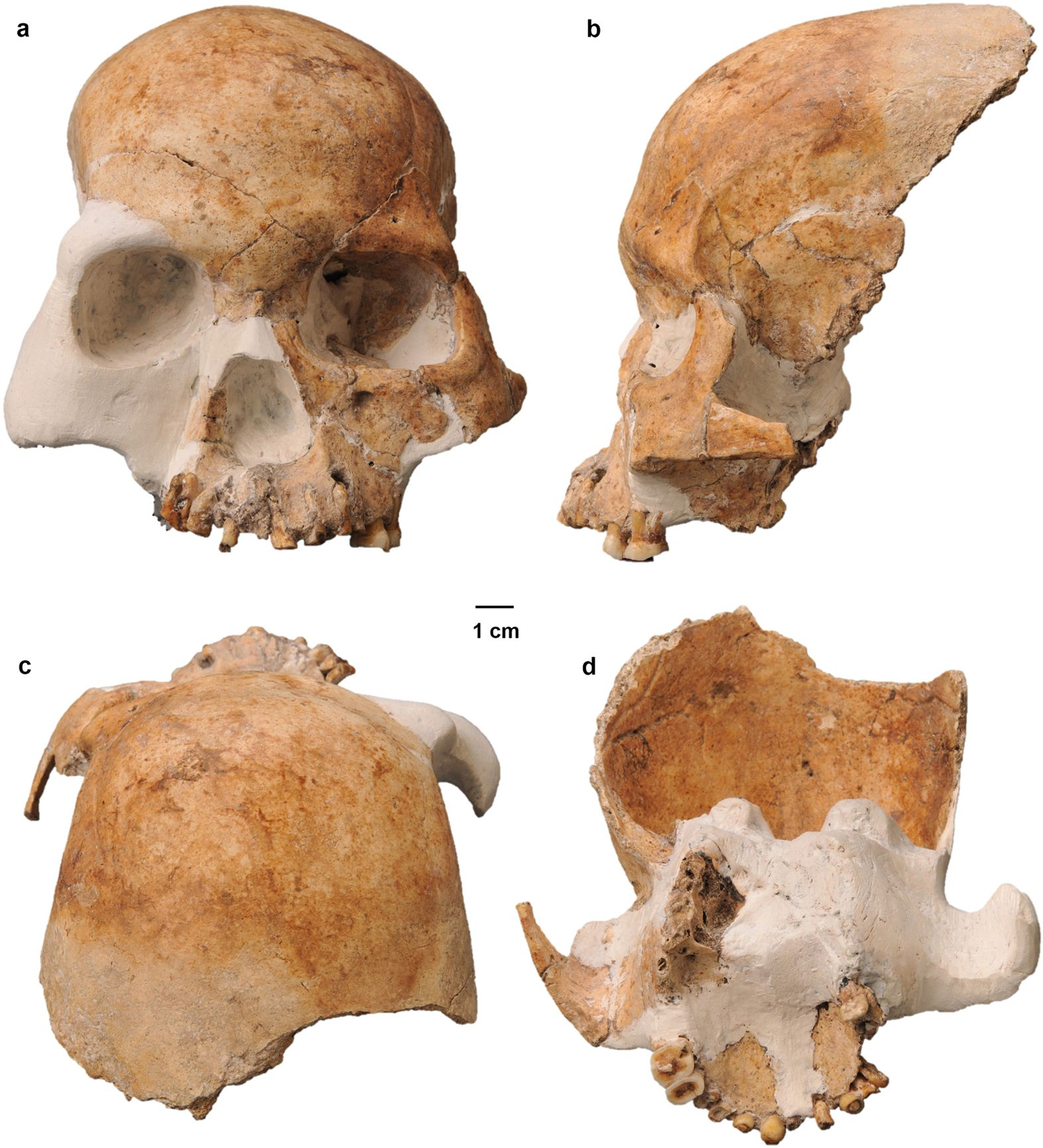
Mảnh sọ mã hiệu LL-1

Người hang Hươu Đỏ (dịch theo tiếng Anh: Red Deer Cave people), còn gọi là người động Mã Lộc (tiếng Trung: 马鹿洞人; "mã lộc" nghĩa là hươu đỏ), là di cốt người tiền sử được biết gần đây nhất có đặc điểm không giống với người hiện đại. Hóa thạch được định tuổi vào thời kỳ ấm Bølling–Allerød, tức nằm trong khoảng 14,5 đến 11 Ka (Ka: Kilo annum, ngàn năm), được tìm thấy trong động Mã Lộc (马鹿洞) và động Long Lâm (隆林洞) ở Vân Nam, Trung Quốc. Năm 2012 có tài liệu định tuổi lại là 11,510 ± 255 Ka.
Hóa thạch thể hiện có một sự kết hợp các đặc điểm cổ xưa và hiện đại, và có dự kiến coi họ là một loài riêng biệt của con người đã tồn tại cho đến thời gian gần đây và đã tuyệt chủng mà không góp phần vào gen của người hiện đại.
Bằng chứng cho thấy những con hươu lớn đã được nấu chín trong hang Hươu Đỏ, dẫn đến đặt tên hang như vậy.

## Phát hiện
Năm 1979, một phần hộp sọ người tiền sử sống trong hang tìm thấy ở hang Longlin ở Quảng Tây, Trung Quốc. Những di cốt tiếp theo được tìm thấy khi khai quật hang Maludong (hang Hươu Đỏ) ở tỉnh Vân Nam .
Hóa thạch người Hang Hươu Đỏ được định tuổi bằng cacbon-14 sử dụng than củi tìm thấy trong tầng chứa hóa thạch, cho ra tuổi giữa 14,5 và 11 Ka, và năm 2012 có tài liệu định tuổi lại là 11,510 ± 255 Ka . Vào thời gian này tất cả loài người tiền sử khác, kể cả Neanderthal, được cho là đã chết. Vì thế "người Hang Hươu Đỏ" có thể là gần đây hơn so với Homo floresiensis (với tên gọi "Hobbit") có vào 13 Ka trước đây .

Xương hàm dưới tìm thấy ở Maludong

## Giải phẫu
Mặc dù có tuổi tương đối gần đây, hóa thạch thể hiện các đặc điểm của con người nguyên thủy hơn. "Người Hang Hươu Đỏ" có đặc điểm đặc biệt khác với người hiện đại, bao gồm: mặt phẳng, mũi rộng, cằm hàm không có phần nhô ra, răng hàm lớn, lông mày nổi bật, xương sọ dày, và kích thước não ở mức trung bình .

## Tình trạng như một loài riêng biệt
Các đặc điểm vật lý của "người Hang Hươu Đỏ" gợi ý rằng đó có thể là một loài trước đây chưa được khám phá của người tiền sử. Các nhà khoa học đã phát hiện ra họ thì không muốn phân loại chúng như một loài mới . Chris Stringer ở Bảo tàng Lịch sử Tự nhiên London cho rằng những người này có thể là một kết quả của sự giao phối giữa người Denisova và người hiện đại . Một số nhà khoa học khác thì hoài nghi, và cho rằng những đặc điểm đó vẫn là trong các biến thể khả dĩ của quần thể Homo sapiens.
Các nghiên cứu gần đây dựa trên một hóa thạch xương đùi dài dường như chỉ ra họ có mối quan hệ gần gũi với con người cổ đại như Homo habilis hoặc Homo erectus.